# Drugovac
Drugovac (cyr. Друговац) – wieś w Serbii, w okręgu podunajskim, w mieście Smederevo. W 2011 roku liczyła 1566 mieszkańców.